# Mycetoma ussuriense
Mycetoma ussuriense is een keversoort uit de familie winterkevers (Tetratomidae). De wetenschappelijke naam van de soort werd in 1985 gepubliceerd door Nikolay Borisovich Nikitskiy.